# Lipje (Velenje, Slovenija)
Lipje je naselje u slovenskoj Općini Velenju. Lipje se nalazi u pokrajini Štajerskoj i statističkoj regiji Savinjskoj. 

## Stanovništvo
Prema popisu stanovništva iz 2002. godine naselje je imalo 331 stanovnika.